# Offinso
Offinso est l’un des 21 districts de la Région d'Ashanti au Ghana.